# 京町妃紗
京町 妃紗 （きょうまち ひさ、11月18日 - ）は日本の漫画家。鳥取県出身。血液型はAB型。

## 人物
2007年、第59回小学館新人コミック大賞で入選し、『ChuChu』（小学館）にて、同年4月号掲載の「ピンクローズの鎖」でデビュー。
2009年、京町が執筆をしていた『ChuChu』が休刊。これに伴い、2010年からは『ChuChu』の姉雑誌、同じく小学館の『Sho-Comi』に移籍し、執筆を始めた。
自身初のフラワーコミックス、『だって、君が笑うから。』は、「原稿を読んだ瞬間、編集部員が涙した」という煽りで発売された。

## りぼんでの活動
小学館でのデビュー以前は日河まゆき（ひかわまゆき）というペンネームで『りぼん』（集英社）にて作品を発表していた。
2001年、『りぼんオリジナル』2月号にて掲載された「てのひらの笑顔」がデビュー作である。主に増刊号などの派生誌にて作品を発表していたが、『りぼん』本誌に読み切りが掲載されたこともある（「無限♪ハートビート」・「さくら色洋菓子店」）。
コミックスは『千羽パズル』・『はなのカード』・『五色×スウィーツ』の3冊が出版されている。

## 作品一覧

### 読み切り作品
- ピンクローズの鎖
- ホタルの君
- 恋の終わりと始まりに
- だって、君が笑うから。
- だれよりキミを
- しあわせな時間
- 100円ショップ ワンダフル生活
- 自分勝手な僕たちは
- ぼくのリーコ様
- 夢花火
- ごめん。でも、好き。
- 好きだと言えなくて
- 初めて恋した
- 伊織くんの悩み事
- 毎日キミのことばかり
- クリスマス・キャンディ
- 7月、キミと恋の音 - 廣瀬智紀をモデルとしたキャラクターが登場

#### 番外編・ショート作品
- 100の名を持つノラ猫
- スキ泣キコイ〜Side Story〜

### 連載作品
- 彼と彼女がウソをつく日
- センセイの彼女
- プロポーズのオキテ
- スキ泣キコイ
- Q先生好きってなんですか？
- ともだちと恋のまんなか
- 影姫の婚礼
- 花嫁は泡沫の嘘をつく（『ベツフラ』2020年10号、12号、14号）
- 花嫁Reスタート（『ベツフラ』2020年20号[3] - ）
- 私たち、家族になります（『デラックスベツコミ』2024年2月号増刊[4] - ）
- 懷妊初夜〜一途な社長は求愛の手を緩めない〜（原作：兎山もなか、『デラックスベツコミ』2024年4月号増刊[5] - ）

## 刊行作品
- だって、君が笑うから。（2010年3月26日発売、ISBN 978-4-09-133098-7、全1巻[6]）
- 彼と彼女がウソをつく日（2011年4月26日発売、全1巻）
- センセイの彼女（2011年8月26日発売、ISBN 978-4-09-134049-8、全1巻[7]）
- プロポーズのオキテ（2012年2月24日発売、ISBN 978-4-09-134287-4、全1巻[8]）
- スキ泣キコイ（2012年刊、全2巻）
  1. 2012年6月26日発売、ISBN 978-4-09-134529-5
  2. 2012年9月26日発売、ISBN 978-4-09-134639-1
- Q.先生好きって何ですか？（2013年3月26日発売、ISBN 978-4-09-134877-7、全1巻[9]）
- 片恋ざかり（2013年4月26日発売、ISBN 978-4-09-135182-1、全1巻[10]）
- ともだちと恋のまんなか（2013年8月26日発売、ISBN 978-4-09-135380-1、全1巻[11]）
- はつ恋は雪のように淡くて（2014年4月25日発売、ISBN 978-4-09-135885-1、全1巻[12]）
- 嘘つきだらけの恋をして（2014年5月26日発売、ISBN 978-4-09-135899-8、全1巻[13]）
- それでも僕らは恋をする（2015年1月26日発売、ISBN 978-4-09-136640-5、全1巻[14]）
- リボンのころ（2015年6月26日発売、ISBN 978-4-09-137244-4、全1巻[15]）
- 月曜日から片想い（2015年9月25日発売[16]ISBN 978-4-09-137580-3、全1巻）
- 9〜キミがいる街で恋をした〜（2015年 - 2016年刊、全2巻[17][18]）
  1. 2015年12月25日発売、ISBN 978-4-09-137879-8
  2. 2016年4月26日発売、ISBN 978-4-09-138420-1
- 17歳、あいつ限定（2016年9月26日発売、ISBN 978-4-09-138515-4、全1巻[19]）
- キヨハルなんか大嫌い!（2016年11月25日発売、ISBN 978-4-09-138820-9、全1巻[20]）
- カレカノ。（2017年4月26日発売[21]、ISBN 978-4-09-139345-6、全1巻）
- 影姫の婚礼（2017年 - 2018年刊、全3巻）
  1. 2017年9月26日発売[22]、ISBN 978-4-09-139556-6
  2. 2018年2月26日発売[23]、ISBN 978-4-09-870008-0
  3. 2018年6月26日発売[24]、ISBN 978-4-09-870092-9
- 続きはオレを好きって言ったらな（2018年 - 2020年刊、全5巻）
  1. 2018年11月9日発売[25]、ISBN 978-4-09-870269-5
  2. 2019年4月10日発売[26]、ISBN 978-4-09-870429-3
  3. 2019年8月9日発売[27]、ISBN 978-4-09-870550-4
  4. 2019年12月10日発売[28]、ISBN 978-4-09-870695-2
  5. 2020年5月8日発売[29]、ISBN 978-4-09-870890-1
- 花嫁は泡沫の嘘をつく（2021年1月26日発売[30]、ISBN 978-4-09-871233-5、全1巻）
- 花嫁Reスタート（2021年 - 2023年刊、全7巻）
  1. 2021年4月26日発売[31]、ISBN 978-4-09-871306-6
  2. 2021年10月26日発売[32]、ISBN 978-4-09-871398-1
  3. 2022年11月26日発売[33]、ISBN 978-4-09-871784-2
  4. 2022年12月26日発売[34]、ISBN 978-4-09-871787-3
  5. 2023年7月26日発売[35]、ISBN 978-4-09-872231-0
  6. 2023年8月25日発売[36]、ISBN 978-4-09-872233-4
  7. 2023年9月26日発売[37]、ISBN 978-4-09-872238-9

### オムニバス作品
- あの時、好きって言えばよかった（2012年3月26日）
- 初めてのお泊り（2012年7月26日）
- せつない春〜きゅうっとなる片想い〜（2013年3月26日）
- 恋、ぴんく。〜私の気持ち、聞いてくれる？〜（2013年7月26日）
  - 「夢花火」
- 新婚限定〜女子高生だけど、結婚します〜（2014年2月26日）
- 愛、永遠。（2014年7月25日）
- 花嫁❤限定〜しあわせで、とけちゃう〜（2014年10月24日）
  - 「6月、君とウェディング」
- あいみみ〜大好きなキミをひとりじめ〜（2015年10月26日）
  - 「7月、キミと恋の音」
- 結婚〜愛されすぎな花嫁〜（2016年6月24日）
  - 「天使がくれたプロポーズ」
- 男子が恋に落ちる瞬間（2018年4月26日、全1巻）
  - 「僕のリーコ様」
- あやかし恋物語（2018年7月26日、全1巻）
  - 「8月の少女」